# 友よ (関ジャニ∞の曲)
『友よ』（ともよ）は、関ジャニ∞の楽曲。2019年11月27日にINFINITY RECORDSから43枚目のシングルとして発売された。

## 概要
- 前作『crystal』から約8か月振りのリリース。
- 錦戸亮が脱退し、5人体制初のシングルである。
- 初回限定盤、通常盤、47ツアーオフィシャル"BOY"Tシャツ付き盤、セブン-イレブン盤[注 4]の4形態で発売。
- 表題曲「友よ」は、繰り返した挫折の数だけ何度でも背中を押してくれる、打ちのめされた心を何度でも奮い立たせてくれるような応援歌となっている[13]。
  - 同曲は、日本テレビ系土曜ドラマ『俺の話は長い』の主題歌である[13][14]。
  - 2025年に放送された同作の続編にあたる日本テレビ系スペシャルドラマ『俺の話は長い 〜2025・春〜』の主題歌にも起用された[19][注 5]。
  - 同ドラマで主演を務める生田斗真は「彼らとは本当に『長い』付き合いですので、こうして歌でバックアップしてもらえる事、本当に本当に嬉しく思っています」とコメントした[14]。
  - メンバーの横山裕は「大切な"友"である斗真の作品を、今の関ジャニ∞の魂が詰まった楽曲で、全身全霊背中を押していければと思います！」とコメントした[14]。
  - 自身がメンバーの出演しないドラマの主題歌を務めるのは今回が初である。
  - 2019年11月18日、自身の公式サイトにて同曲のミュージック・ビデオが公開された[20]。
  - 2021年11月17日、同曲が収録された自身の10thアルバム『8BEAT』の発売を記念し、YouTubeにて同曲のミュージック・ビデオが発売から約2年越しに公開された[21]。
    - 同MVは、前述の通り、自身の公式サイトなどでは公開されていたが、YouTubeで公開されるのは初である。

  - 2024年1月3日、YouTubeチャンネル『THE FIRST TAKE』に関ジャニ∞が初出演し、「ズッコケ男道」を披露すると共に、「同チャンネル史上初のスペシャル演出」として同曲がサプライズで披露された[22][23][24][注 6]。
  - 2024年2月21日、前述の『THE FIRST TAKE』での歌唱音源が配信限定シングルの2曲目「友よ - From THE FIRST TAKE」として配信リリースされた[27][28][29]。
- カップリング「My Story」は、メンバーの大倉忠義が作詞、安田章大が作曲を担当した楽曲である[30][31]。
  - 初回限定盤・通常盤・47ツアーオフィシャル"BOY"Tシャツ付き盤のみ収録。
  - 後述のセブン-イレブン盤の特典映像『5人のドキュメント ぼちぼち大切な夜』にて、作曲を担当した安田が、同曲のアレンジ前の原曲を1人で歌っている様子が収められている。
- カップリング「Faaaaall In Love」は、「ジェットコースターのような煌びやかで大人な恋愛」をテーマに制作された楽曲である[32]。
  - 同曲は、いしわたり淳治からの楽曲提供である。
  - 同曲は、自身がクリスタル・クリスマス・アンバサダーを務めるユニバーサル・スタジオ・ジャパンのアトラクション『ハリウッド・ドリーム・ザ・ライド』の搭載曲として、2019年11月14日から2020年1月6日までの期間限定で起用された[32]。
    - 自身の楽曲が同アトラクションの搭載曲として起用されるのは、前年の「All is need is laugh」に引き続き2度目である。

  - 通常盤のみ収録。
- 初回限定盤・セブン-イレブン盤には特典DVDを付属。
  - 初回限定盤には、表題曲「友よ」のミュージック・ビデオとメイキング映像、更に、同MVのメンバー5人それぞれのソロアングルを収録[16]。
  - セブン-イレブン盤には、5人体制発表前日の2019年9月4日から5日にかけて、メンバー5人が泊まり込みでバーベキューなどをするドキュメント映像「5人のドキュメント ぼちぼち大切な夜」を収録[17]。
- 47ツアーオフィシャル"BOY"Tシャツ付き盤には、オリジナルTシャツ「47ツアーオフィシャル"BOY"Tシャツ」を付属[16]。
  - 同Tシャツは、2019年11月6日から2020年2月14日まで[注 7]開催された自身のライブツアー『関ジャニ∞ 47都道府県ツアー UPDATE』のライブTシャツである[16]。
  - 同ツアーの内、本作が発売前の公演である、同年11月6日の大阪・大阪松竹座、同月17日の宮崎・西都市民会館、同月20日の熊本・荒尾総合文化センター大ホールと福岡・大牟田文化会館大ホールでは、同Tシャツのみが配布される「47ツアーオフィシャル"BOY"Tシャツ フライングゲット盤」が発売された[注 8][34]。
    - 同形態発売当日はTシャツのみの配布であるため、CDは本作の発売日（同年11月27日）以降に、郵送またはCDショップ店頭にて引渡しを行った[34]。

  - 本作の3形態[注 9]または上述の「47ツアーオフィシャル"BOY"Tシャツ フライングゲット盤」を同ツアーの会場の即売ブースにて購入時に、各都道府県ごとに絵柄の違う「ご当地"BOY"缶バッジ」が配布された[35]。
- 2019年10月15日に追加発表された、本作の「セブン-イレブン盤」は、セブン-イレブンとのコラボ商品であり、同年10月15日から2020年1月10日までの期間限定で、セブンネットショッピング限定での販売となった[36][17][18]。
- 2024年1月1日、デビュー20周年を記念し、過去にリリースされた全楽曲が各種音楽ダウンロードサービス、サブスクリプションサービスで配信されることに伴い、本作の配信も開始された[37][38][39]。

### 各形態概要
| 曲名             | 形態 | 形態 | 形態 | 形態   |
| 曲名             | 初回 | 通常 | 47   | セブン |
| ---------------- | ---- | ---- | ---- | ------ |
| My Story         | ○    | ○    | ○    | ×      |
| Faaaaall In Love | ×    | ○    | ×    | ×      |

| 特典内容                            | 形態                                                |
| ----------------------------------- | --------------------------------------------------- |
| ご当地"BOY"缶バッジ                 | 全形態                                              |
| 特典DVD（詳細は「#特典DVD」を参照） | 初回限定盤・セブン-イレブン盤                       |
| 47ツアーオフィシャル"BOY"Tシャツ    | 47ツアーオフィシャル"BOY"Tシャツ付き盤              |
| 47ツアーオフィシャル"BOY"Tシャツ    | 47ツアーオフィシャル"BOY"Tシャツ フライングゲット盤 |

## 販売形態
- 発売日：2019年11月27日
  - 初回限定盤（JACA-5817~5818：CD+DVD）
  - 通常盤（JACA-5819：CD）
  - 47ツアーオフィシャル"BOY"Tシャツ付き盤（JACA-5820~5821：CD+Tシャツ）
    - 47ツアーオフィシャル"BOY"Tシャツ封入

  - セブン-イレブン限定盤（JSNC-18：CD+DVD）
- 発売日：2019年11月6日・11月17日・11月20日
  - 47ツアーオフィシャル"BOY"Tシャツ フライングゲット盤（JACA-5820~5821：CD[注 11]+Tシャツ）
    - 47ツアーオフィシャル"BOY"Tシャツ封入
    - 『関ジャニ∞ 47都道府県ツアー UPDATE』大阪・宮崎・熊本・福岡公演の会場のみ販売。
- 発売日：2024年1月1日
  - 配信作品
    - デビュー20周年を記念した音楽ダウンロードサービスおよびサブスクリプションサービスでの配信[37][38][39]。
- 発売日：2024年2月21日
  - 配信限定シングル
    - YouTubeチャンネル『THE FIRST TAKE』出演時の歌唱音源[27][28][29]。

## チャート成績

### シングルチャート順位
- オリコンチャート
  - 初週260,162枚を売り上げ、2019年12月9日付の「オリコン週間 CDシングルランキング」で週間1位を獲得した[2][3]。
    - 30作連続、通算38作目のシングル1位となった[2]。

  - 初週260,162ptを記録し、2019年12月9日付の「オリコン週間 合算シングルランキング」で週間1位を獲得した[4]。
  - 日間3,076枚を売り上げ、2020年1月12日付の「オリコンデイリー CDシングルランキング」でデイリー1位を獲得した[40]。
    - 最後に同ランキングで1位を獲得した2019年12月2日から41日振りの1位獲得となった。

  - 週間11,361枚を売り上げ、2020年2月24日付の「オリコン週間 CDシングルランキング」で週間12位を獲得。これにより累計売上枚数が32.9万枚となり、33rdシングル『前向きスクリーム!』の31.9万枚[注 12]を越え、2014年8月25日に自主レーベル『INFINITY RECORDS』を発足後、最高の売上枚数となった[41][注 13]。
  - 累計260,162枚を売り上げ、2019年11月度「オリコン月間 CDシングルランキング」で月間1位を獲得した[5]。
    - 同チャートで自身のシングルが1位を獲得するのは、39thシングル『奇跡の人』以来4作振り、通算7作目である。

  - 累計278,545枚を売り上げ、2019年度「オリコン年間 CDシングルランキング」で年間24位を獲得した[6]。
  - 累計278,545ptを記録し、2019年度「オリコン年間 合算シングルランキング」で年間35位を獲得した[7]。
- Billboard JAPAN
  - 初週269,512枚を売り上げ、2019年12月4日公開の「Billboard JAPAN Top Singles Sales」で週間1位を獲得した[9]。
  - 2020年度「Billboard Japan Top Singles Sales」で上半期10位を獲得した[11]。
  - 2020年度「Billboard Japan Top Singles Sales Year End」で年間18位を獲得した[12]。

### 各曲チャート順位
- Billboard JAPAN
  - 初週26,036ptを記録し、2019年12月4日公開の「Billboard Japan Hot 100」で表題曲「友よ」が週間1位を獲得した[8]。
  - 2024年1月10日公開の「Billboard Japan Download Songs」で表題曲「友よ」が週間97位を獲得した[10]。

## 収録曲

### CD
※は通常盤・配信作品、※※は初回限定盤・通常盤・47ツアーオフィシャル"BOY"Tシャツ付き盤・配信作品のみ収録。
1. 友よ - [4:52]
作詞・作曲：GAKU
編曲：高慶"CO-K"卓史
  - 日本テレビ系土曜ドラマ『俺の話は長い』主題歌[13][14]
  - 日本テレビ系スペシャルドラマ『俺の話は長い 〜2025・春〜』主題歌[19]
  - 2024年1月3日にYouTubeチャンネル『THE FIRST TAKE』で披露された[24][注 6]。
2. My Story ※※ - [5:53]
作詞：大倉忠義
作曲：安田章大
編曲：大西省吾
  - メンバーの大倉忠義と安田章大が制作した楽曲。
3. Faaaaall In Love ※ - [3:48]
作詞：いしわたり淳治
作曲：中村崇人、大嶋哲司
編曲：久米康嵩、桑田健吾、Peach
  - ユニバーサル・スタジオ・ジャパン内アトラクション『ハリウッド・ドリーム・ザ・ライド』搭載曲[32]
  - いしわたり淳治からの楽曲提供。
4. 友よ (オリジナル・カラオケ) ※
5. My Story (オリジナル・カラオケ) ※
6. Faaaaall In Love (オリジナル・カラオケ) ※

### 特典DVD

#### 初回限定盤
| #         | タイトル                      | 作詞  | 作曲・編曲 | 時間  |
| --------- | ----------------------------- | ----- | ---------- | ----- |
| 1.        | 「友よ」(Music Clip)          |       |            | 4:59  |
| 2.        | 「友よ」(Making)              |       |            | 16:25 |
| 3.        | 「友よ」(Solo Angle 安田ver.) |       |            | 4:58  |
| 4.        | 「友よ」(Solo Angle 横山ver.) |       |            | 4:58  |
| 5.        | 「友よ」(Solo Angle 大倉ver.) |       |            | 4:58  |
| 6.        | 「友よ」(Solo Angle 丸山ver.) |       |            | 4:58  |
| 7.        | 「友よ」(Solo Angle 村上ver.) |       |            | 4:58  |
| 合計時間: | 合計時間:                     | 46:14 |            |       |

#### セブン-イレブン盤
| #         | タイトル                               | 作詞  | 作曲・編曲 | 時間  |
| --------- | -------------------------------------- | ----- | ---------- | ----- |
| 1.        | 「5人のドキュメント ぼちぼち大切な夜」 |       |            | 91:31 |
| 合計時間: | 合計時間:                              | 91:31 |            |       |

## 楽曲提供者

### アーティスト作
- いしわたり淳治
  - 「Faaaaall In Love」(作詞)[注 14]

### メンバー作
- 大倉忠義
  - 「My Story」(作詞)[注 15]
- 安田章大
  - 「My Story」(作曲)[注 15]

## 参加ミュージシャン
※アルバム『8BEAT』のクレジットより。
友よ
- Drums：比田井修（ex.School Food Punishment）
- E Bass：安達貴史
- Keyboards：佐藤真吾
- Strings：中島優紀ストリングス
- A&E Guitar & all other Instruments：高慶"CO-K"卓史

## 収録作品

### アルバム
友よ
- 10thアルバム『8BEAT』
- 配信限定アルバム『関ジャニ∞のいろは』

※1ハーフバージョンを収録。
- 配信限定アルバム『関ジャニ∞のいろは2023』

※1ハーフバージョンを収録。

### シングル
友よ
- 配信限定シングル『ズッコケ男道〜友よ - From THE FIRST TAKE』

※YouTubeチャンネル『THE FIRST TAKE』出演時の歌唱音源を収録。

### 映像作品

#### ライブ映像
友よ
- 44thシングル『Re:LIVE』(期間限定盤B 特典DVD)
- 10thアルバム『8BEAT』(初回限定 -Road to Re:LIVE- 盤 特典DVD)
- 20thライブDVD/Blu-ray『KANJANI'S Re:LIVE 8BEAT』

※完全生産限定-Road to Re:LIVE-盤の特典DVD/Blu-rayにも収録。
- 23rdライブBlu-ray/DVD『超ARENA TOUR 2024 SUPER EIGHT』（完（CAN）全生産限定盤・初回限定盤 『SUPER EIGHTアプリ』限定配信特典映像）

My Story
- 44thシングル『Re:LIVE』(期間限定盤B 特典DVD)

Faaaaall In Love
- 44thシングル『Re:LIVE』(期間限定盤B 特典DVD)

## テレビ歌唱
友よ
- ミュージックステーション（2019年10月25日、テレビ朝日）
- ベストヒット歌謡祭 2019（2019年11月13日、読売テレビ・日本テレビ）
- ベストアーティスト2019（2019年11月27日、日本テレビ）
- ミュージックステーション（2019年11月29日、テレビ朝日）
- 2019 FNS歌謡祭（2019年12月4日、フジテレビ）
- テレビ朝日開局60周年記念 ミュージックステーション ウルトラSUPER LIVE 2019（2019年12月20日、テレビ朝日）
- ジャニーズカウントダウン2019-2020 令和ファーストの夢物語! ジャニーズ年越し生放送（2019年12月31日、フジテレビ）
- CDTVスペシャル! 卒業ソング音楽祭2020（2020年3月16日、TBS）
- 緊急生放送! FNS音楽特別番組 春は必ず来る（2020年3月21日、フジテレビ）
- 関ジャニ∞クロニクルF（2020年4月27日、フジテレビ）
- 行列のできる相談所（2022年2月6日、日本テレビ）
- 関ジャニ∞クロニクルF（2022年3月21日、フジテレビ）
- MUSIC FAIR（2023年5月13日、フジテレビ）

## 受賞
友よ
- 第103回 ザテレビジョンドラマアカデミー賞 ドラマソング賞 第3位（俺の話は長い）
  - 読者票で第3位、ザテレビジョン記者票で第2位、審査員票で第5位タイを記録し、総合順位で第3位を獲得した。

## THE FIRST TAKE
『友よ - From THE FIRST TAKE』（ともよ フロム ザ・ファースト・テイク）は、SUPER EIGHTの楽曲。『ズッコケ男道〜友よ - From THE FIRST TAKE』（ズッコケおとこみち ともよ フロム ザ・ファースト・テイク）のタイトルで、2024年2月21日にINFINITY RECORDSから配信限定シングルとして配信リリースされた。

### 概要（THE FIRST TAKE）
- 関ジャニ∞がグループ名を「SUPER EIGHT」に変更後、初の音楽作品[注 16]。
- 自身初の配信限定シングル[注 17]。
- 本曲は、2024年1月3日に出演したYouTubeチャンネル『THE FIRST TAKE』の歌唱音源である[27][28][29]。
  - なお、同チャンネルで本曲と共に披露した「ズッコケ男道」の音源であるである「ズッコケ男道 - From THE FIRST TAKE」は、『ズッコケ男道〜友よ - From THE FIRST TAKE』の1曲として本曲と同時配信リリースされた[27][28][29]。

### 選曲の経緯
『THE FIRST TAKE』に出演するにあたり、楽曲披露の選曲は、バンド曲とそうでない曲の1曲ずつ披露というところから決まったといい、最初に演奏する「ズッコケ男道」が「一番分かりやすいバンド曲」として決まっていたことから、「バンドではない曲」は「5人体制として初めての楽曲」という理由で本曲の披露が決まった。

### チャート成績（THE FIRST TAKE）
- オリコンチャート
  - 2024年2月21日付の「オリコンデイリー デジタルシングル（単曲）ランキング」で初登場17位を獲得した[57]。

### 収録曲（THE FIRST TAKE）
1. 友よ - From THE FIRST TAKE - [3:15]
作詞・作曲：GAKU